# 제210야전포병여단
제210야전포병여단(210th Field Artillery Brigade (210th FAB))는 주한 미군으로서 대한민국 동두천시 캠프 케이시에 있는 미국 육군의 야전포병여단이다. M270A1 MLRS와 MGM-140 ATACMS 전술 지대지 미사일로 제2보병사단에 화력을 지원하고 조선인민군의 장사정포와 같은 장거리 야포 전력을 견제하는 임무를 수행하고 있다.

## 역사

### 제2차 세계 대전
1944년 1월 4일, 제210야전포병단, 본부 및 본부포대로 설계되어 1월 24일에 텍사스주 캠프 맥시(Camp Maxey에서 창설되었다. 제2차 세계 대전 유럽 서부, 중부 전역에 참가하였다. 1946년 미국 본토로 귀환하여 뉴저지주 캠프 킬리머에서 해산하였다.

### 서독 주둔군
1958년 9월 17일에 정규군으로 할당되고 제18포병단을 대체하여 제7군단 포병대에 배속되어, 10월 15일에 서독 안스바흐에서 소집되었다. 1971년 7월 7일 헤르초게나우라흐로 옮겨갔다. 1972년 3월 15일 제210야전포병단, 본부 및 본부 포대로, 1980년 9월 16일에는 여단으로 개편되었다.
1991년, 걸프 전쟁에서 사막 폭풍 작전에 참가하여 제17야전포병연대, 3대대와 제41야전포병연대, 6대대를 이끌고 제2기갑기병연대, 제1보병사단을 지원하였다.
냉전이 끝난 뒤에는 포트 루이스로 돌아가 1996년 4월 15일에 또다시 해산하였다.

### 주한 미군
2006년 11월 30일에 제38야전포병연대, 1대대와 제37야전포병연대, 6대대를 배속받고 한반도에서 제210화력여단으로서 재소집되었다. 이듬해 제702여단지원대대는 제70여단지원대대로 서수가 바뀌었다.
2014년 중순에 다른 화력여단과 마찬가지로 야전포병여단으로 명칭이 되돌려졌다. 9월 18일, 미국 국방부가 제210화력여단과 한미연합군사령부의 기존 위치 잔류를 요청하였다. 대한민국 국방부는 다각적인 연합 전력 조율과 전시 작전통제권의 환수 문제로 조율하고 있기에 잔류 요청을 거부하지 못했다. 동두천시는 경기도 지역에 주둔중인 다른 주한 미군 부대와 마찬가지로 캠프 험프리스로 옮겨가기를 바라고, 미국 국방부는 여단이 잔류하기 바라자, 대한민국 국방부는 여단을 포천시의 로드리게스 훈련장으로 이주시키는 방안을 검토하였다.
10월 23일 미국 워싱턴 D.C.에서 열린 제 46차 한미안보협의회에서 대한민국 육군의 포병 전력으로는 아직 조선인민군의 포병 화력에 대응할 수 없고, 2020년까지 제210화력여단의 임무를 대신할 MLRS 부대를 창설할 때까지 시간이 더 필요하다고 판단하였다. 따라서 여단은 캠프 험프리스나 로드리게스 훈련장으로 이주하지 않고 계속 캠프 케이시에 잔존하는 방침이 이어지게 되었다.
2015년 3월, MLRS 1개 대대가 순환 배치되어 3개 대대로 늘었으며 북한군의 장사정포를 탐지하기 위한 대포병 레이다를 추가 배치했다.
2021년 9월, 미국 본토 워싱턴주 포트 루이스에 있던 제2보병사단 포병대 본부가 경기도 평택시 캠프 험프리스로 이전했다.

## 구조

### 지휘부
- 여단장: 대령 웨이드 A. 저먼(Wade A. Germann)
- 주임원사: 케네스 W. 볼(Kenneth W. Ball)

### 부대
- 본부 및 본부포대
- 제38포병연대, 1대대 (M270 MLRS)
- 제37포병연대, 6대대 (M270 MLRS)
- 제70여단지원대대

### 장비
- M270A1 MLRS
- MGM-140 ATACMS

## 기록

### 계보
- 1944년 1월 4일, Headquarters and Headquarters Battery, 210th Field Artillery Group
→제201야전포병단, 본부 및 본부포대
- 1958년 9월 17일, Headquarters and Headquarters Battery, 210th Artillery Group
정규군에 배정.
→제201포병단, 본부 및 본부포대
- 1972년 3월 15일, Headquarters and Headquarters Battery, 210th Field Artillery Group
→제201야전포병단, 본부 및 본부포대
- 1980년 9월 15일, Headquarters and Headquarters Battery, 210th Field Artillery Brigade
→제201야전포병여단, 본부 및 본부포대
- 2006년 11월 30일, Headquarters and Headquarters Battery, 210th Fires Brigade
→제201화력여단, 본부 및 본부포대
- 2014년, Headquarters and Headquarters Battery, 210th Field Artillery Brigade
→제201야전포병여단, 본부 및 본부포대

### 전역
| 스트리머 그림 | 스트리머 이름             | 내역                                                                        |
| ------------- | ------------------------- | --------------------------------------------------------------------------- |
|               | 제2차 세계 대전, 유럽전구 | - 라인란트 - 중부 유럽                                                      |
|               | 걸프 전쟁                 | - 1990년 사우디 아라비아 방어 - 1991년, 쿠웨이트 방어와 해방 - 1991년, 정전 |

### 스트리머
| 스트리머 | 내역              | 명렁서         | Ref |
| -------- | ----------------- | -------------- | --- |
|          | 육군 용맹부대표창 | 1991년, 이라크 |     |

## 참고

### 인용
1. 1 2  “210TH FIRES BRIGADE” (영어). 문장학 연구소. 2014년 10월 24일에 원본 문서에서 보존된 문서. 2014년 10월 15일에 확인함.
2. ↑  박석호 (2014년 9월 18일). “미, 화력여단·연합사 잔류 요청…미군기지 이전 ‘빨간불’”. KBS 뉴스. 2014년 10월 15일에 확인함.
3. ↑  김문경 (2014년 9월 18일). “미, 이전 예정 동두천 화력여단 잔류 표명”. YTN. 2014년 10월 17일에 확인함.
4. ↑  박병진 (2014년 9월 22일). “軍 '美 210화력여단' 포천 이전 검토”. 세계일보. 2014년 10월 17일에 확인함.
5. ↑  권숙희 (2014년 10월 24일). “동두천시 "미2사단 전부 이전하고 지원대책 마련하라"”. 연합뉴스. 2014년 10월 24일에 확인함.
6. ↑  권상은 (2014년 10월 24일). “［戰作權 전환 재연기］ 北 장사정포 타격할 다연장로켓(사거리 32~45km) 평택으로 옮기면 無用之物 될판”. 조선일보. 2014년 10월 24일에 확인함.
7. ↑  김영석 (2015년 10월 23일). “주한미군 2사단장 “동두천 210화력여단, 평택 이전할 것””. 국민일보. 2016년 4월 20일에 확인함.

### 자료
- “"Headquarters and Headquarters Battery, 210th Field Artillery Brigade"” (영어). 미국 육군 역사관. 2011년 5월 22일에 원본 문서에서 보존된 문서. 2014년 10월 17일에 확인함.
- “210th Field Artillery Group” (영어). usarmygermany.com. 2014년 11월 22일에 확인함.